# Musculus cricothyreoideus

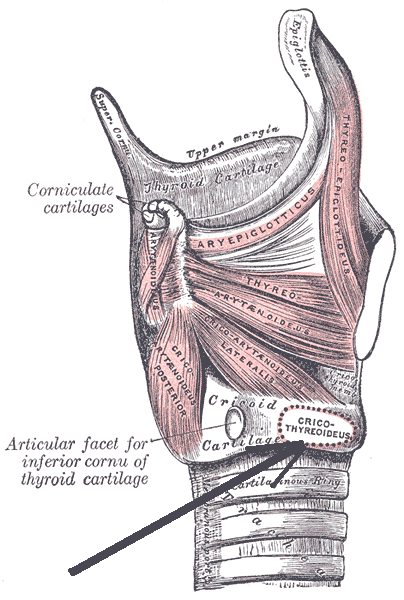
A gége izmai (az izom nem látható csak az eredési helye)

A musculus cricothyreoideus egy apró izom az emberi gégénél.

## Szerkezet
A musculus cricothyreoideus legyező alakú izom a gége külső felszínén.

### Eredés
A musculus cricothyreoideus a gyűrűporc anterolateralis aspectusán ered.

### Tapadás
A musculus cricothyreoideus 2 csoportra (részre) oszlik. A ferde posterolateralis irányú és a pajzsporc cornua inferiorján tapad, az egyenes posterosuperior irányú és a pajzsporclamina inferior szélén tapad.

### Beidegzés
A musculus cricothyreoideust a nervus laryngeus externus (a nervus vagus egyik ága) idegzi be, ez az egyetlen vele beidegzett izom.

## Funkció
Előre dönti a pajzsmirigyet és feszíti a hangszalagokat. Ezek alkotják a gyűrűporc ívét és előredöntik a laminája felső határát. A hangszalagok távolsága és a pajzsmiriggyel bezárt szög nőnek, megnyújtva, így feszítve a hangszalagokat, magasabb hangfrekvenciát adva. A musculus cricoarytenoideus posterior antagonistája.

## Klinikai jelentőség
A musculus cricothyreoideusba botulinumtoxin injektálható szpazmodikus diszfónia kezelésekor. Ezt általában elektromiográfia mellett hajtják végre.

## Fordítás
Ez a szócikk részben vagy egészben  a   Cricothyroid muscle című angol Wikipédia-szócikk ezen változatának fordításán alapul.  Az eredeti cikk szerkesztőit annak laptörténete sorolja fel. Ez a jelzés csupán a megfogalmazás eredetét és a szerzői jogokat jelzi, nem szolgál a cikkben szereplő információk forrásmegjelöléseként.